# Фьоренцуола
«Фьоренцуола» (итал. Unione Sportiva Fiorenzuola 1922) — итальянский футбольный клуб из города Фьоренцуола-д’Арда, провинции Эмилия-Романья, выступающий в Серии D, четвёртом по силе дивизионе чемпионата Италии.
Домашние матчи проводит на стадионе «Комунале», вмещающим 4000 зрителей. Наивысшим достижением в истории клуба является победа над Интером в четвертьфинале Кубка Италии 1994 года.